# Päiksi
Päiksi – wieś w Estonii, w prowincji Tartu, w gminie Alatskivi.